# 庭先取引
庭先取引（にわさきとりひき）は、競走馬の売買に際し、セリ市などを介さずに、生産者と馬主の間で行われる直接取引のことである。

## 概要
国産の競走馬のうち、おおよそ8割が庭先取引で売買される。
日本では戦後に設けられた農地法により、不在地主の排除が規定され、農地に定住した農家でなければ農地を所有できない。これは、競走を引退した牝馬の馬主が牧場を有していない限り、その牝馬を所有したまま繁殖を行い、生まれた子を当然に所有するということを不可能にしている。
このため優秀な牝馬の馬主は、生まれた仔馬は自分が買い戻すという条件付で牝馬を牧場に譲渡する。これを仔分け生産という。これは事実上の名義貸しである。この方式では、牧場側は自由な配合を試みたり、生まれた仔に自由な価格を設定することが困難であるため、牧場側にとって経営の拡大に不向きである。しかし一方では、この方式を受け入れることで牝馬が手に入らなかったり仔馬が売れないといった経営危機を回避することができる。
馬主の中には、このような制限のない海外で競走馬生産を行うものも現れており、自己名義で海外で生産した競走馬を外国産馬として日本に持ち込む例が増加している。ヒシアマゾンやエルコンドルパサー、シンボリクリスエスがその代表的な例である。
自由市場で競走馬を購入しようと考える者にとっては、この方式は不透明な取引にほかならない。通常、セリ市が開催される前に多数の庭先取引が行われるため、幼駒の段階で目を付けられるような血統・体格ともに優れた馬は既にあらかた売買が終わってしまい、セリ市に出されることは少ない（JRAは、市場取引（セリ市）を活性化させるために、セリ市で売買された競走馬に対し「市場取引馬奨励賞」という優遇措置を与えていたが、市場取引馬の出走の増加に伴い、2007年をもって終了した）。
取引の実際の形式であるが、馬主が生産者のもとを独りで訪れて馬を物色することは少なく、まず調教師が牧場を訪れて、良さそうな馬に目を付け、なじみの馬主に話を持っていくという形になることが多い。中には、配合が決定しただけで、まだ種付けが終わっていない段階において、既に生産者と調教師のあいだで話が付いており、あとは引き受けてくれる馬主を探すだけになっていることもある。
新規参入馬主や零細馬主が良い馬を手に入れる機会が減少することや、調教師や家畜商などの仲介者が多額のマージンを得ることを問題視する向きもある。